# Bahnhof Soltau (Han)
Der Bahnhof Soltau (Han) ist ein Bahnhof in der niedersächsischen Stadt Soltau, zentral in der Lüneburger Heide gelegen. Als Kreuzungsbahnhof an den beiden Bahnstrecken Hannover Hbf – Buchholz (Heidebahn) und Bremen Hbf – Uelzen (Amerikalinie) ist er ein zentraler Verkehrsknotenpunkt der Region und dient Pendlern und Besuchern der Lüneburger Heide als wichtiger Ziel- und Umsteigebahnhof.
Der 1873 eröffnete Bahnhof bot Mitte des 20. Jahrhunderts Fahrtmöglichkeiten in sieben verschiedenen Richtungen im Nah- und Fernverkehr. Die Amerikalinie, die von Berlin über Soltau nach Bremerhaven führte, hatte Ende des 19. und Anfang des 20. Jahrhunderts eine große Bedeutung für den Personenverkehr und den Gütertransport von den Häfen der Nordsee. Auf dieser Strecke fuhren damals auch Schnellzüge. Darüber hinaus gab es Anschluss an mehrere Kleinbahnen nach Lüneburg, Celle und Neuenkirchen. Nach dem Zweiten Weltkrieg verlor die Amerikalinie zunehmend ihre überregionale Bedeutung. Der Personenverkehr auf den Kleinbahnstrecken wurde mittlerweile eingestellt.

## Geschichte

### Schwieriger Start und Aufstieg zum Knotenpunkt

Bahnhof Soltau (Han) um 1900

Fahrplan der Amerikalinie von 1880

Trotz der geografisch günstigen Lage im Dreieck zwischen den Großstädten Hamburg, Hannover und Bremen wurde Soltau zu Beginn der Eisenbahnentwicklung im Königreich Hannover in den 1840er-Jahren nicht berücksichtigt. Wegen der größeren Bedeutung Lüneburgs wurde für die Strecke Hannover – Hamburg, die 1847 eröffnet wurde, nicht die direkte Verbindung über Soltau, sondern ein Umweg über Celle und Lüneburg gewählt.
Nach der Annexion des Königreichs Hannovers durch die Preußen im Jahr 1866 sollte die Hauptstadt Berlin auf kürzestem Wege mit den Häfen an der Nordsee verbunden werden. Diese wirtschaftliche Verbindung Bremen – Berlin führte durch Soltau. In der Stadt wurde daraufhin ein Bahnhof der „zweiten Classe“ geplant. Wegen der besseren Anbindung an die Fernverkehrsstraße (heutige Bundesstraße 3) bevorzugte die Landeskommission einen Standort östlich der heutigen Celler Straße. Auf Wunsch der Stadt Soltau wurde der Bahnhof dann jedoch innerhalb von nur drei Jahren in der Nähe der Walsroder Straße errichtet. Die Kosten für den Bau übernahm die Hansestadt Bremen. Zum 1. August 1873 wurden Bahnhof und Strecke an den preußischen Staat verkauft. Die Strecke Uelzen – Langwedel als Teilstück der Verbindung von Berlin und Bremen wurde am 15. April 1873 für den Güter- und am 15. Mai 1873 für den Personenverkehr eröffnet. Bis 1886 führte die Magdeburg-Halberstädter Eisenbahngesellschaft im Auftrag der Bremer Staatsbahn den Betrieb, danach übernahm die Eisenbahndirektion Hannover der Preußischen Staatseisenbahn die Verwaltung. Ein Zitat der Böhme-Zeitung vom 25. August 1871 zeigt die große Bedeutung, die der Anschluss der kleinen Stadt an das Eisenbahnnetz hatte: „Soltau […] eine Stadt mehr denn 2. Ranges, […] wird nun auf einmal als ein neu entdeckter Fixstern unter den Sternen bemerkbar und anerkannt werden“. Der Bahnhof erhielt den Namenszusatz (Han), der die Lage in der Provinz Hannover deutlich machen sollte und bis heute besteht.
Die weitere Erschließung der Lüneburger Heide hatte nie die oberste Priorität und so wurden die Planungen dafür immer wieder verschoben. 1881 wurde erstmals eine direkte Verbindung von Hannover über Walsrode und Soltau diskutiert. Einen Antrag Hannovers lehnte das Amt Fallingbostel jedoch aus finanziellen Gründen ab. Die Planungen änderten sich in den nächsten Jahren mehrfach und 1890 wurde die Strecke Hannover – Walsrode schließlich nicht weiter nach Soltau, sondern zunächst in Richtung Visselhövede geführt. Weil vor allem die Bürger in Fallingbostel eine Verbindung von Walsrode und Soltau forderten, kam sie schließlich zu Stande und wurde am 30. September 1896 eröffnet. Von Beginn an fuhren vier Zugpaare auf der Strecke Walsrode – Soltau, drei davon fuhren durch bis beziehungsweise ab Hannover. Die Fahrtzeit von Soltau nach Hannover betrug mehr als drei Stunden.

Ansichtskarte mit dem Soltauer Bahnhof, um 1910

Am 1. Oktober 1901 wurde zusätzlich eine Verbindung von Soltau nach Buchholz in der Nordheide, also in Richtung Hamburg, eröffnet und somit die heute Heidebahn genannte Strecke komplettiert. Von Hamburg bis Soltau dauerte die Fahrt – auch bedingt durch einen längeren Aufenthalt und teilweise ein notwendiges Umsteigen in Buchholz – knapp vier Stunden. Damit war Soltau zum Eisenbahnknotenpunkt geworden, von dem aus Fahrten in alle vier Himmelsrichtungen möglich waren.
Am benachbarten Kleinbahnhof Soltau Süd bestand darüber hinaus eine Umsteigemöglichkeit zu den Kleinbahnstrecken Celle – Soltau (ab 1910), Lüneburg – Soltau (ab 1913) und Soltau – Neuenkirchen (ab 1920).
In den 1920er-Jahren fuhren auf der Heidebahn auch Eilzüge, die nur an den Hauptstationen hielten und beispielsweise die Fahrtzeit von Hannover nach Soltau auf unter zwei Stunden verkürzten. Am 2. Oktober 1932 wurde die zulässige Fahrgeschwindigkeit auf 60 km/h angehoben. In den 1930er-Jahren fuhren insbesondere an Sonn- und Feiertagen tausende Ausflügler aus den Städten Hannover, Altona oder Harburg mit der Bahn in die Heide. Die Bedeutung des Soltauer Bahnhofs zeigte sich auch in seinem äußeren Erscheinungsbild wie dem Empfangsgebäude mit seinen zahlreichen Nebengebäuden und Stellwerken sowie der Länge der Hauptgleise.
Die bedeutendste Strecke war die Hauptbahn Uelzen – Langwedel, die wegen der Auswanderer nach Amerika, die sie nutzten, auch Amerikalinie genannt wurde. Auf dieser Strecke hielten auch einige Schnellzüge am Soltauer Bahnhof. 1939 wies der Fahrplan beispielsweise die drei Schnellzüge Berlin – Norddeich (D 102), Berlin – Wilhelmshaven (D 106) und Berlin – Bremen (D 108) auf.

### Der Soltauer Bahnhof in der Zeit des Nationalsozialismus

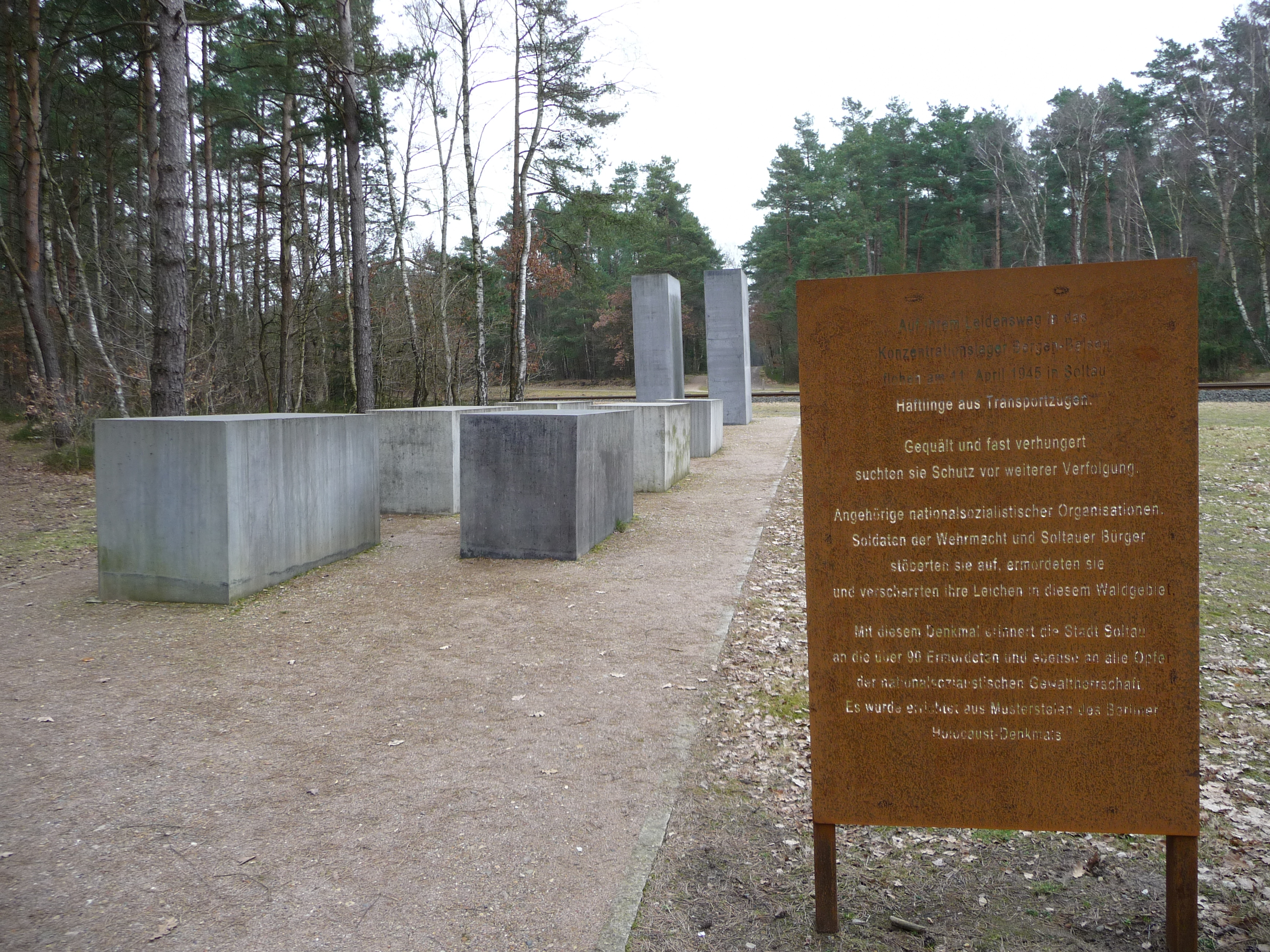
Holocaust-Mahnmal in Soltau

Der Bahnhof Soltau (Han) spielte in der Zeit des Nationalsozialismus als Versorgungs- und Kreuzungsbahnhof eine tragische Rolle bei den Transporten von Häftlingen in die Konzentrationslager Neuengamme und Bergen-Belsen sowie in Richtung Osten zum Vernichtungslager Sobibor und nach Auschwitz. Am Reichsbahnhof betrieb die Nationalsozialistische Volkswohlfahrt eine Suppenküche und es gab eine Lazarettbaracke.
Während ab etwa 1942 noch normale Personenzüge, deklariert als Sonderzüge mit vielen „Reisenden“ aus den Niederlanden, Halt in Soltau machten, wurde das Elend der Inhaftierten insbesondere kurz vor Ende des Krieges immer offensichtlicher. 1945 wurden in zahlreichen Fahrten tausende von KZ-Häftlingen, in Viehwaggons zusammengepfercht, durch die Bahnhöfe entlang der Heidebahn transportiert. Über 600 Menschen starben auf der Strecke zwischen Buchholz und Soltau.
Ab dem 22. Februar 1945 kam es zu Luftangriffen auf den Soltauer Bahnhof. Am 11. April 1945 wurden die Gleise unterbrochen, so dass keine Zugfahrten mehr möglich waren. Die langen KZ-Züge blieben auf freier Strecke stehen. Im Oeninger Wald flohen einige Häftlinge und machten sich auf den Weg in Richtung Soltau. Einige Soltauer unterstützten die Flüchtlinge mit Nahrungsmitteln und Kleidung, doch Angehörige der Wehrmacht, der SS und der örtlichen Hitlerjugend machten gemeinsam mit einigen Soltauer Bürgern Jagd auf die Entflohenen. Sie trieben diese zusammen und töteten insgesamt mehr als hundert Menschen meist noch an Ort und Stelle.

### Entwicklung nach dem Zweiten Weltkrieg

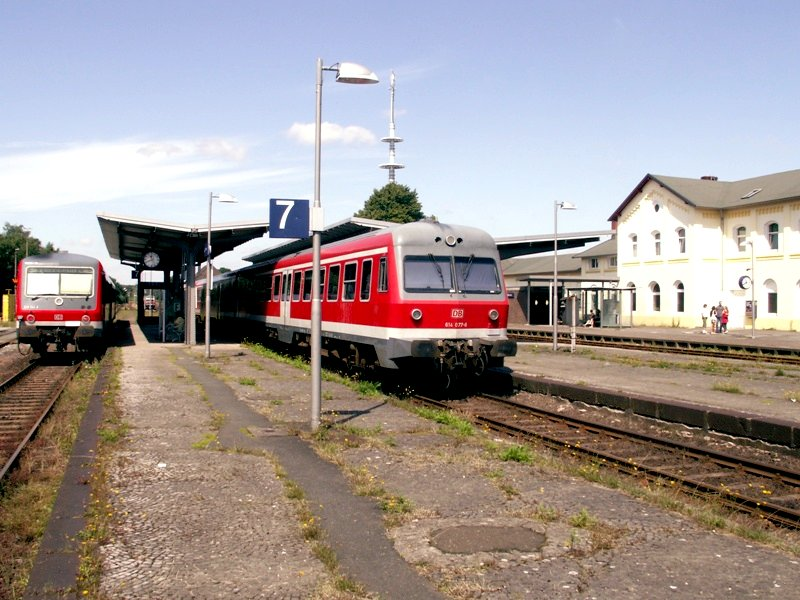
Bahnsteige mit DB-Zügen vor der Sanierung

Die Verbindung Berlin – Soltau (– Bremen) wurde nach dem Zweiten Weltkrieg durch die Zonengrenze gekappt und verlor ihre überregionale Bedeutung. Auch nach der Wiedervereinigung und dem Lückenschluss bis Salzwedel blieb die Amerikalinie eine eingleisige Nebenstrecke.
Auf der Heidebahn fuhren von den 1950er-Jahren bis in die 1970er noch durchgehende Eilzüge von Hamburg-Altona über Hannover nach Altenbeken durch Soltau. Danach endeten sie schon in Hannover. Seit den 1980er-Jahren verkehrten in Richtung Hamburg nur noch Nahverkehrszüge, die meist schon in Buchholz endeten, wo umgestiegen werden musste. In Richtung Hannover verkehrten bis in die 1990er Jahre Eilzüge, die später in Regionalbahnen umgewandelt wurden.
Ab 1961 bedienten die bisher am Kleinbahnhof Soltau Süd endenden Personenzüge aus Lüneburg und Celle den Bahnhof Soltau (Han) direkt, um das Umsteigen zu erleichtern. Der Bahnhof Soltau Süd wurde für den Personenverkehr geschlossen. Für eine Führung der Züge aus und nach Neuenkirchen in den Bundesbahnhof wäre eine Fahrtrichtungswechsel (ein sogenanntes Kopfmachen) notwendig gewesen – stattdessen wurde der Personenverkehr auf dieser Strecke zum 28. Mai 1961 endgültig eingestellt. Am 30. Mai 1975 wurde auch der Personenverkehr zwischen Bergen und Celle eingestellt, ab dem 21. Mai 1977 fuhren auch keine Personenzüge mehr auf der Strecke Lüneburg – Soltau. Seitdem verkehren fast ausschließlich Güterzüge auf den beiden Strecken, die den Güterbahnhof Soltau (Han) Süd bedienen.
1969 wurde die zulässige Geschwindigkeit auf der Strecke Hannover – Buchholz auf 80 km/h angehoben. Ab 1978 gab es immer wieder Überlegungen, die Nebenbahn stillzulegen, was jedoch zu Protesten führte. Der Verein Rettet die Heidebahn gründete sich 1984 und führte in den folgenden Jahren mehr als 70 Sonderfahrten mit insgesamt 35.000 Passagieren durch. 1989 fanden nach einer Modernisierung auch in Soltau Feierlichkeiten zur Einweihung der sogenannten Neuen Heidebahn statt. Zahlreiche Sonderzüge fuhren auch in den 1990er-Jahren auf der Strecke der Heidebahn und durch Soltau, so gab es 1994 beispielsweise Fahrten nach Bad Segeberg, Westerland, Köln oder auf die Insel Rügen.
Am 1. Februar 1995 entgleiste ein DB-Triebwagen der Baureihe 628 bei einer Rangierfahrt im Bahnhof Soltau (Han), er wurde am folgenden Tag abgeschleppt und nach Kiel gebracht.

### Aktuelle Planungen und Modernisierungen

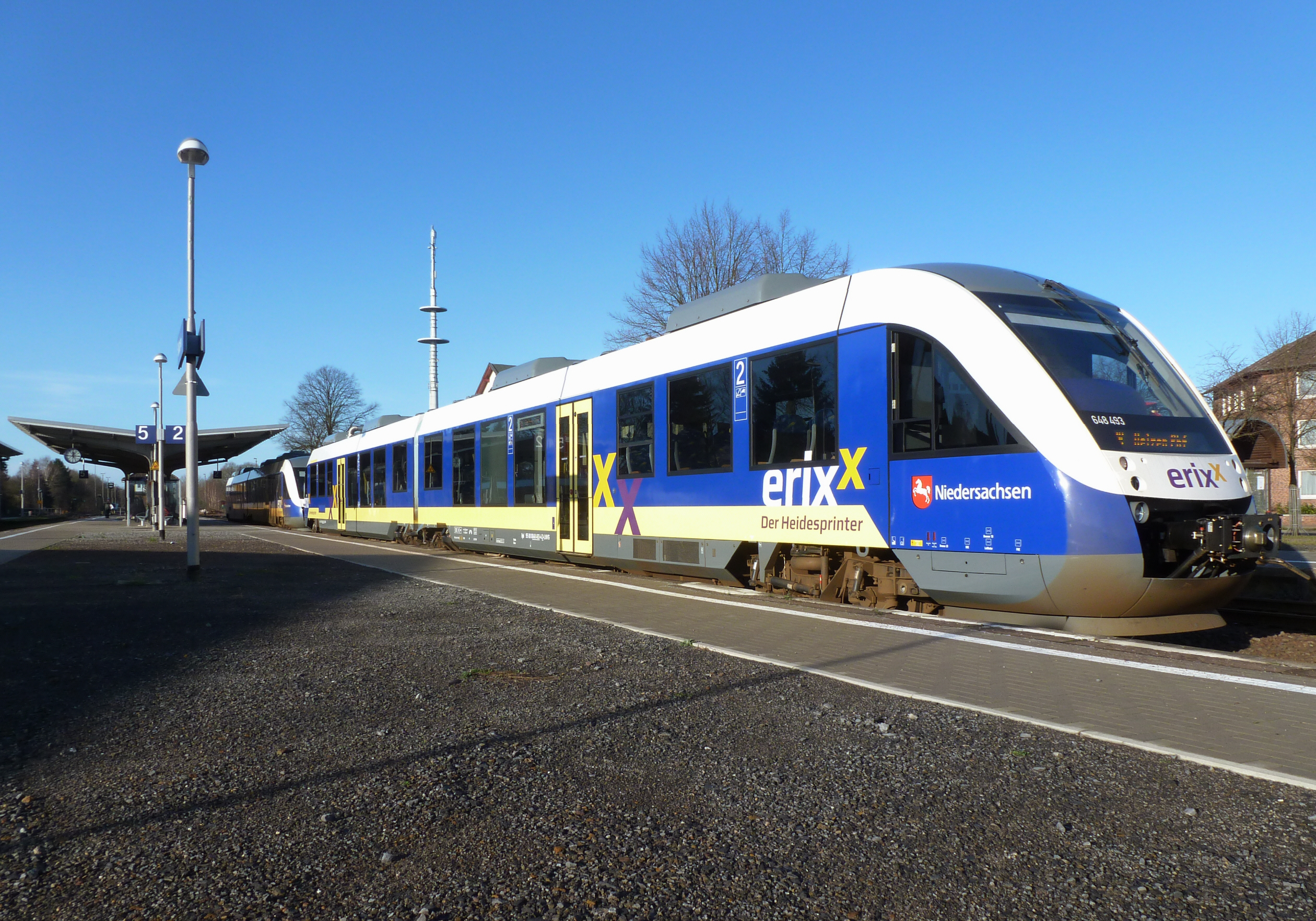
Restaurierter Bahnsteig mit Erixx-Zug (2012)

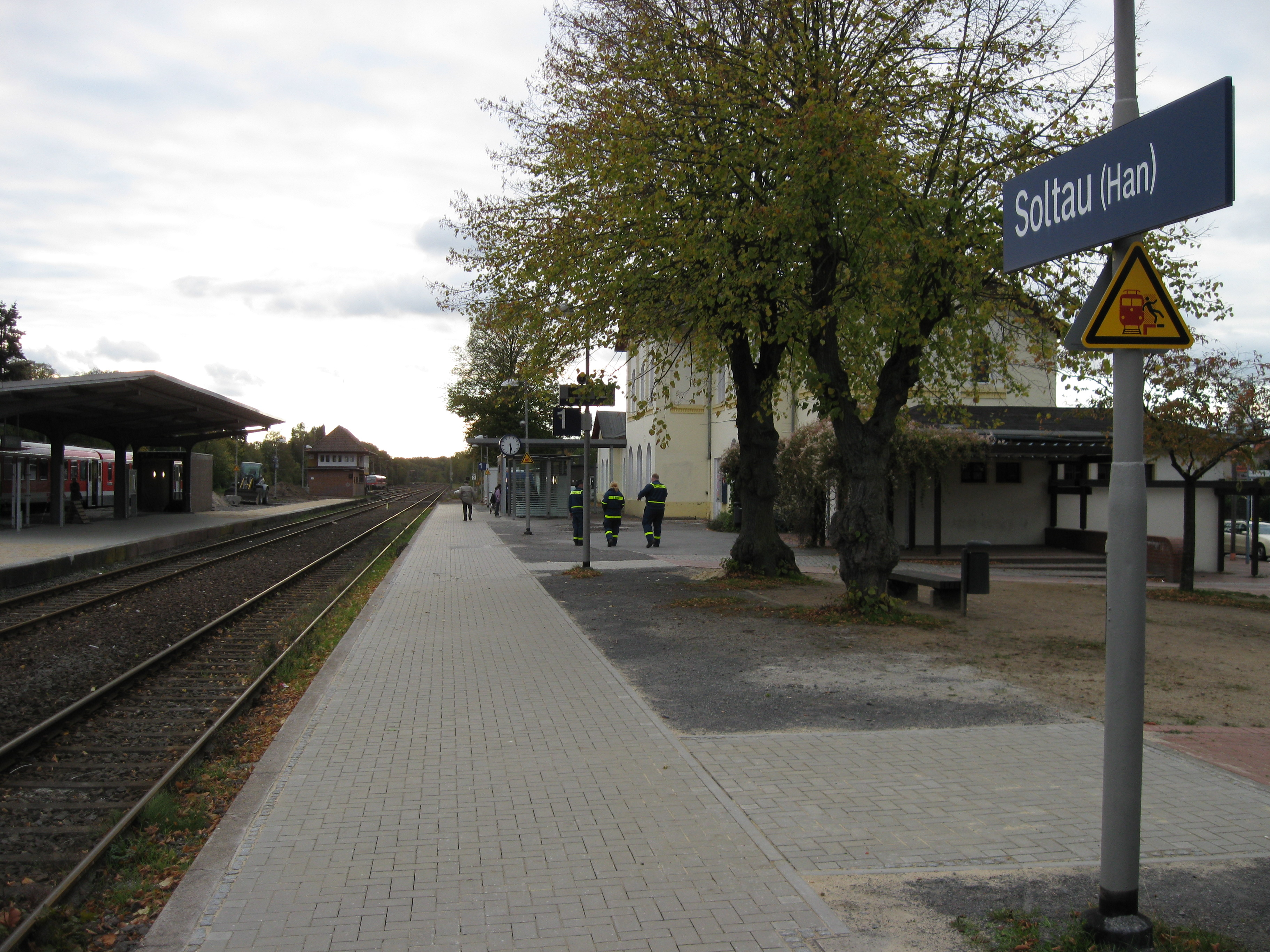
Blick über den Hausbahnsteig

Ab 2005 wurde über ein Mahnmal zur Erinnerung an die 1945 ermordeten Häftlinge aus den KZ-Zügen diskutiert, das ursprünglich direkt am Bahnhof stehen sollte. Die Diskussion über das Mahnmal und den Standort, insbesondere eine Online-Abstimmung der Böhme-Zeitung, bei der sich nach einem Aufruf in einem rechtsextremen Forum die Mehrheit der Teilnehmenden gegen das Mahnmal aussprachen, sorgte überregional für Aufsehen. Es wurde schließlich 2007 nahe der Tötungsstelle im Forst Sibirien aus Musterstelen des Berliner Holocaust-Mahnmals errichtet. Die Wahl des etwas abseits am Stadtrand gelegenen Standortes anstelle des zentraleren Bahnhofs sorgte ebenfalls für Kritik. Anfang November 2009 hielt der Zug der Erinnerung im Soltauer Bahnhof.
Im Herbst 2010 wurden die Bahnsteige komplett saniert und dynamische Schriftanzeiger installiert. Bereits im Februar des gleichen Jahres wurde ein neuer, moderner Fahrkartenautomat eingebaut.
Im Dezember 2011 übernahm das Eisenbahnunternehmen erixx den Betrieb auf den Strecken Hannover – Buchholz und Uelzen – Bremen, dem sogenannten Heidekreuz, von der DB Regio.
Ab Mitte 2013 prüfte das Niedersächsische Verkehrsministerium die Reaktivierung zahlreicher Strecken für den Personenverkehr. Von ursprünglich 74 Bahnstrecken erreichte die OHE-Strecke von Soltau nach Lüneburg die Runde der letzten acht und war damit bis zuletzt im Rennen für eine Wiederinbetriebnahme. In der endgültigen Entscheidung Anfang 2015 gehörte sie jedoch aufgrund der zu hohen Kosten nicht zu den drei reaktivierten Strecken. Die Strecken von Soltau nach Celle beziehungsweise Winsen (Luhe) schieden in der zweiten Auswahlrunde aus.
Lange gab es am Soltauer Bahnhof weder Rolltreppen noch Aufzüge, sondern nur Treppen von den Bahnsteigen zur Tunnelunterführung, so dass es für Rollstuhlfahrer oder Passagiere mit Kinderwagen, Fahrrädern oder schwerem Gepäck sehr schwierig war, den Bahnsteig zu wechseln. Viele nutzten lange einen Übergang über die Gleise, der nur für Bahnmitarbeiter gedacht war. Nachdem die Deutsche Bahn diesen 2012 sperrte, kam es zum Streit zwischen der Stadt und der Bahn. Die Deutsche Bahn blieb bei ihrem Plan, den Soltauer Bahnhof im Zuge der Heidebahn-Modernisierung ab 2015/2016 barrierefrei zu machen. Nach weiteren Verzögerungen wurden im Juni 2017 schließlich die Aufzüge in Betrieb genommen, zuvor war bereits der neue Fußgängertunnel fertiggestellt worden. Im Rahmen dieser Modernisierung, die seit 2008 lief und 2018 abgeschlossen war, wurde die Höchstgeschwindigkeit auf bis zu 120 km/h angehoben, was die Fahrzeit von Hannover nach Buchholz um etwa eine halbe Stunde verkürzt.
Als Alternative zur Y-Trasse soll als Teil des Projekts Alpha-E unter anderem die Amerikalinie ausgebaut und elektrifiziert werden, um sie im überregionalen Güterverkehr zu nutzen.

## Bauwerke und Anlagen

### Empfangsgebäude

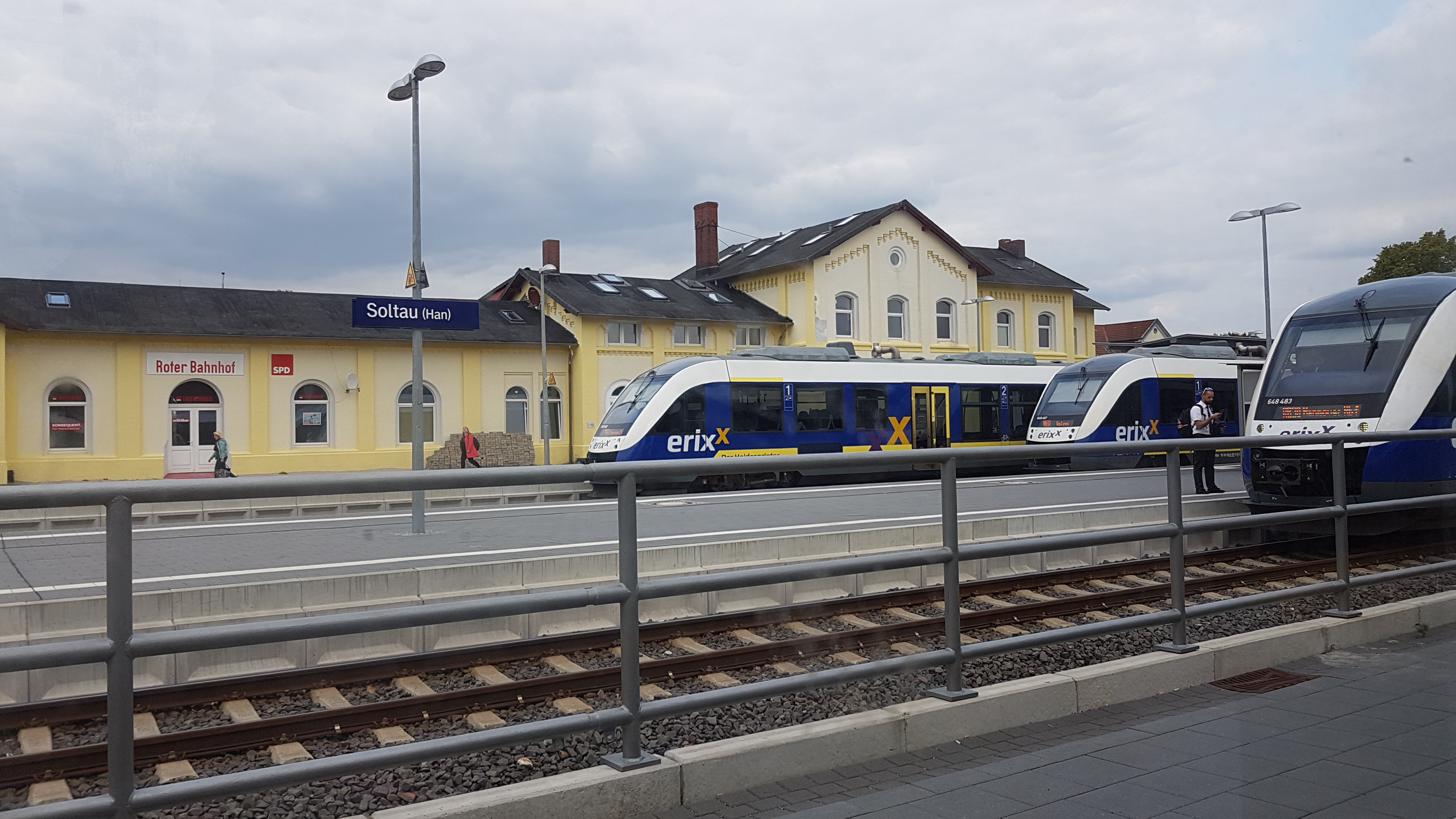
Empfangsgebäude, Gleisseite (2018)

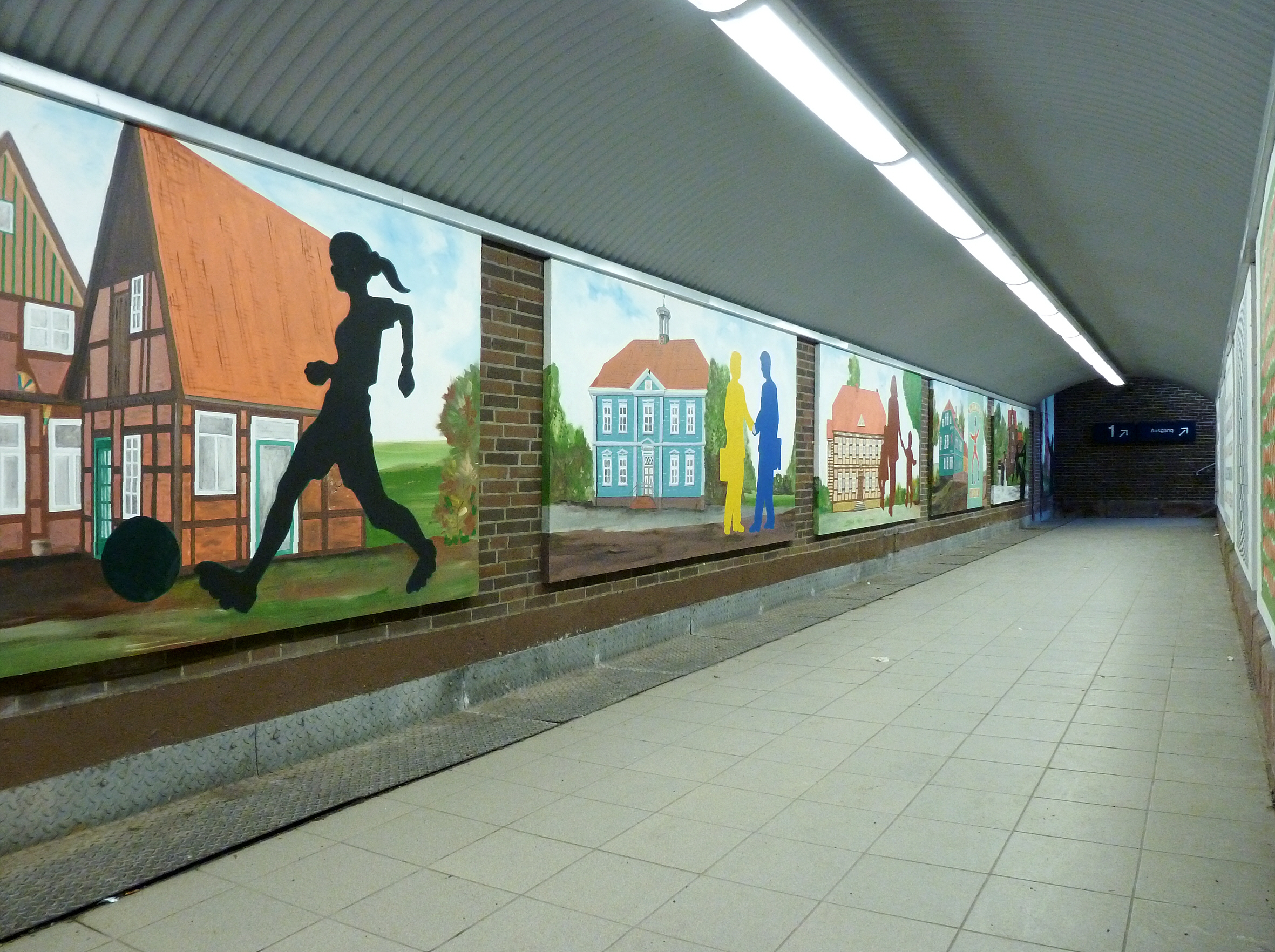
Bemalung im Bahnsteigtunnel

Das repräsentative Empfangsgebäude ist mehrgeschossig und hat eine Gesamtfläche von 1770 m², das zugehörige Grundstück ist 934 m² groß.
In den 1960er-Jahren erhielt das Bahnhofsgebäude einen Vorbau und wurde farbig gestrichen. Die Wohnungen in dem Gebäude stehen leer, die Bahnhofsgaststätte und der Gepäckschalter sind seit langem geschlossen. Im Gebäude befindet sich nur noch eine Aufenthaltshalle und ein Kiosk mit Fahrkartenverkauf. 2004 wurde der Bahnhof für rund 350.000 Euro renoviert. Das Bahnhofsgebäude wurde neu gestrichen, es wurden Bänke und Vitrinen eingerichtet. Die Tunnelunterführung wurde gereinigt und gestrichen. Im September 2008 und März 2009 wurde jeweils eine Wand der Tunnelunterführung von Soltauer Schülern mit Bildern der Stadt und zum Thema Stiftung Spiel verziert.
Am 4. April 2014 verkaufte die Deutsche Bahn das Soltauer Bahnhofsgebäude für 72.000 Euro an eine Privatperson. Aufenthaltshalle und Kiosk sind nach dem Verkauf weiter geöffnet, über die geplante zukünftige Nutzung des Gebäudes ist bisher nichts bekannt.

### Stellwerke und Nebengebäude

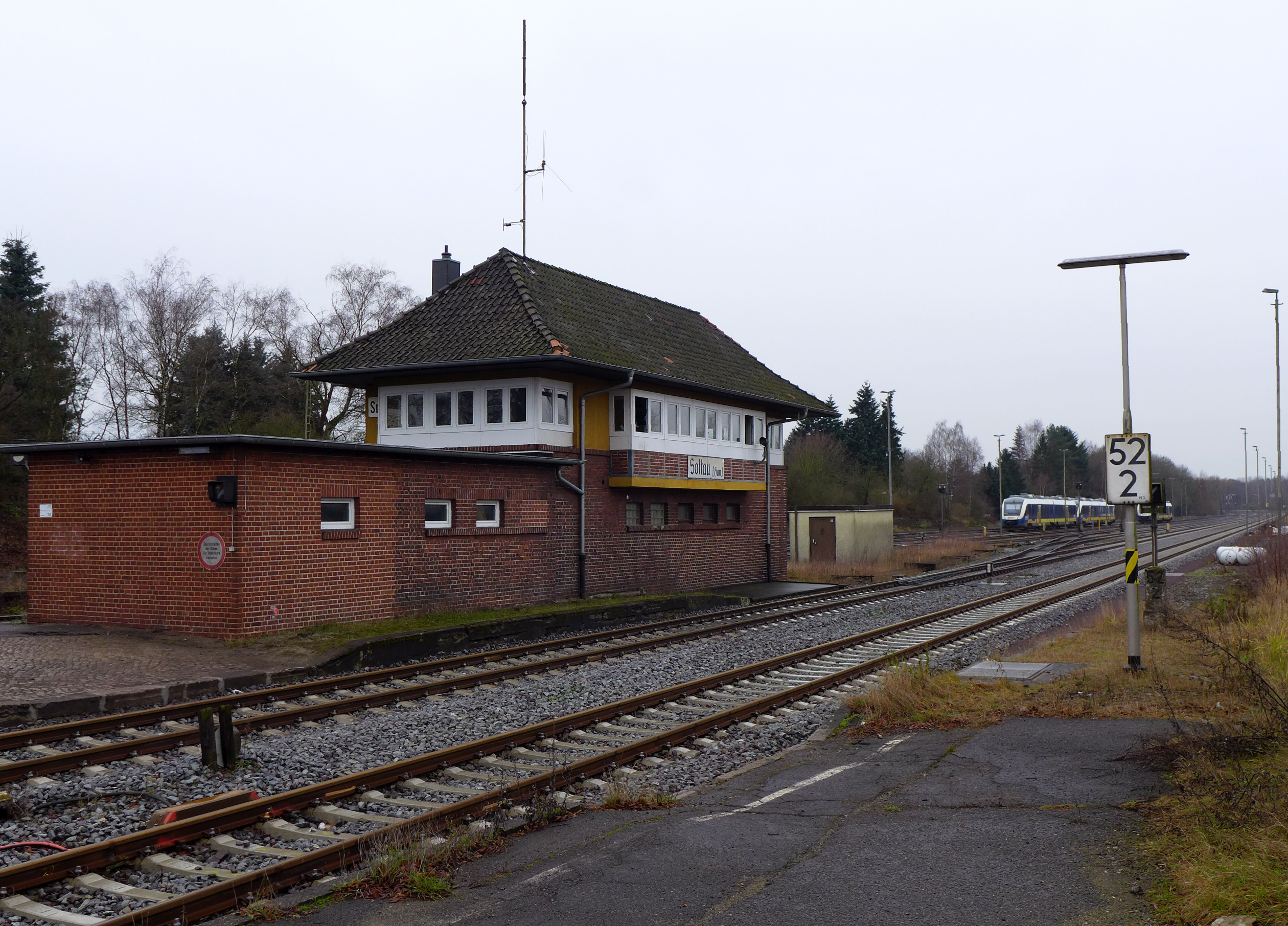
Stellwerk auf dem Bahnhof Soltau (Han)

Der Bahnhof hat drei mechanische Stellwerke der Bauform Einheit aus dem Jahr 1935, die noch in Betrieb sind: Fahrdienstleiterstellwerk Smf und die beiden Weichenwärterstellwerke So und Sw. An das Empfangsgebäude ist der frühere Eilgutschuppen angeschlossen.
Am Gebäude war früher außerdem ein Güterschuppen angebaut, dazu gab es eine Lokomotivstation. Östlich standen zwei Toilettengebäude (Abort), zwei Ställe und ein Aufenthaltsgebäude. Auf der Südseite lagen die Anlagen der Lokomotivstation mit vierständigem Schuppen, Kohlenlager, Ölmagazin und Badeanstalt. Die Bahnmeisterei lag westlich der Rampen an der Ladestraße.
Der Bahnhof Soltau veränderte sich im Laufe der Zeit nur wenig. Einige Nebengebäude wurden abgerissen, dort befindet sich jetzt ein Busbahnhof. Im Eilgutschuppen hat sich die örtliche SPD eingerichtet und im Bahnbetriebswerk eine Behindertenwerkstatt niedergelassen.

### Gleisanlagen und Bahnsteige

Gleisplan des Bahnhofs Soltau (Han) (Stand 2015)

Der Soltauer Bahnhof hat drei Bahnsteige, die über einen Fußgängertunnel miteinander verbunden sind. Es sind vier Gleise für den Personenverkehr nutzbar.
Der Hausbahnsteig ermöglicht Zustieg zu Gleis 1 (Strecke Uelzen–Langwedel), dazu gibt es einen Mittelbahnsteig für die Gleise 2 (Langwedel – Uelzen) und 5 OST (Buchholz – Walsrode/Langwedel) sowie einen Zwischenbahnsteig an Gleis 7 (Langwedel/Walsrode – Buchholz).
Gleis 3 wird als Abstell- und Ausziehgleis Richtung Langwedel und Gleis 4 für den Güterzugverkehr benutzt. Das Gleis 6 und der Gleisabschnitt 5 WES werden nach wie vor von der Deutschen Bahn als Abstellgleise verwendet. Dazu gibt es weitere Nebengleise.

## Verkehr

### Personenverkehr
Heute werden am Bahnhof Soltau (Han) nur noch die Heidebahn und die Amerikalinie im Personenverkehr befahren, seit 2021 führt das Unternehmen Regionalverkehre Start Deutschland den Verkehr durch. Die Linie RB38 von Hannover nach Buchholz fährt überwiegend im Stundentakt, die Strecke Uelzen – Bremen wird meist im Zweistundentakt bedient. An Wochenenden fährt die Linie RB38 seit Dezember 2018 bis zum Bahnhof Hamburg-Harburg.
| Linie                    | Strecke                    | Linienverlauf                                                                                      | KBS | Fahrzeuge |
| ------------------------ | -------------------------- | -------------------------------------------------------------------------------------------------- | --- | --------- |
| RB37                     | Amerikalinie/Uelzener Bahn | Bremen Hbf – Langwedel – Soltau (Han) – Munster – Uelzen                                           | 116 | LINT 41   |
| RB38                     | Heidebahn                  | Hannover Hbf – Walsrode – Soltau (Han) – Schneverdingen – Buchholz (Nordheide) – (Hamburg-Harburg) | 123 | LINT 41   |
| Stand: 11. Dezember 2022 |                            | |     |           |

Im Personenverkehr hat der Soltauer Bahnhof heute hauptsächlich für Pendler, Schüler und Tagesausflügler in den Heide-Park, die Soltau-Therme oder das Designer Outlet Soltau Bedeutung. Nach Bahnangaben nutzen täglich 1237 Personen den Bahnhof als Ziel- und Umsteigebahnhof (Stand: November 2013). Der Bahnhof Soltau gehört seit dem 1. Januar 2008 zum HVV-Gebiet für Zeitkarten. Auch eine Aufnahme in den GVH ist geplant.
Gelegentlich werden auf den Strecken der OHE nach Lüneburg und Celle bis heute einzelne Museumsbahnfahrten, z. B. mit dem Heide-Express der Arbeitsgemeinschaft Verkehrsfreunde Lüneburg e. V. angeboten. Zudem fährt der „Ameisenbär“, ein historischer Schienenbus der Bauart Hannover aus dem Jahr 1937 im Sommer von Soltau über Bispingen nach Döhle.

### Güterverkehr

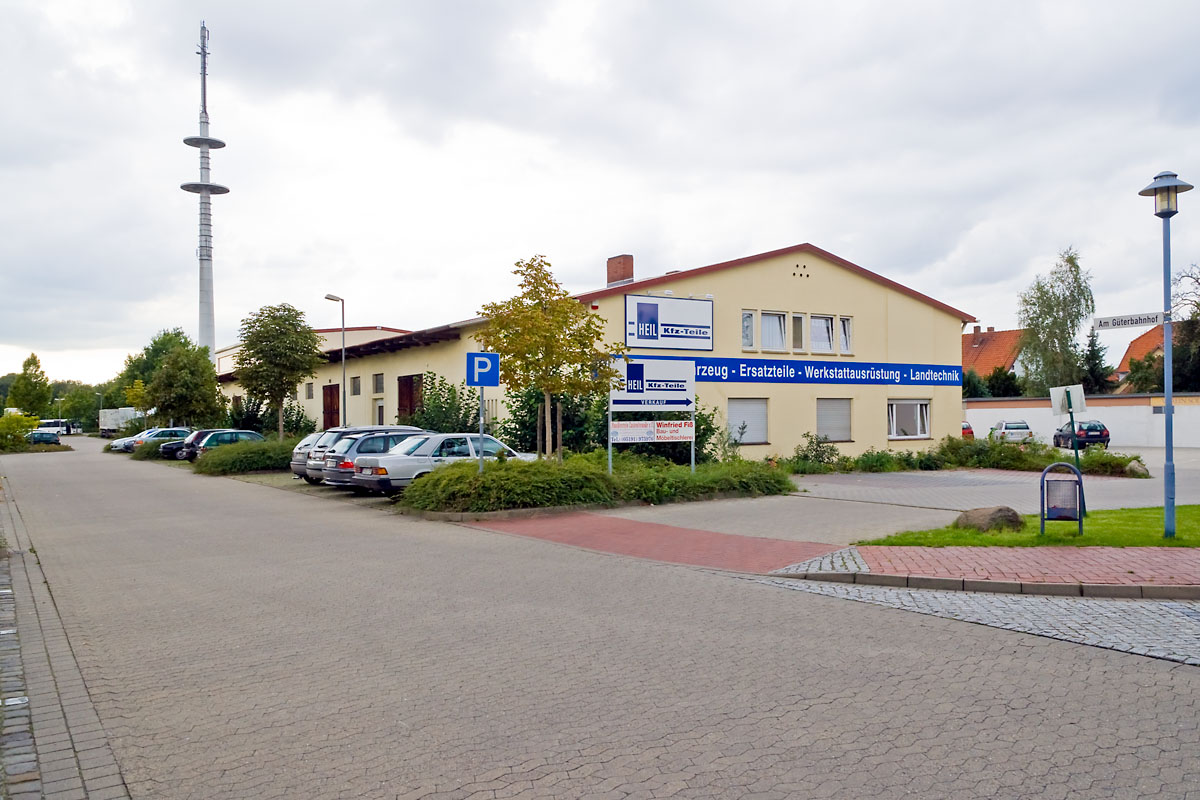
Gebäude des ehemaligen DB-Güterbahnhofs, heute ohne Gleisanschluss und gewerblich genutzt

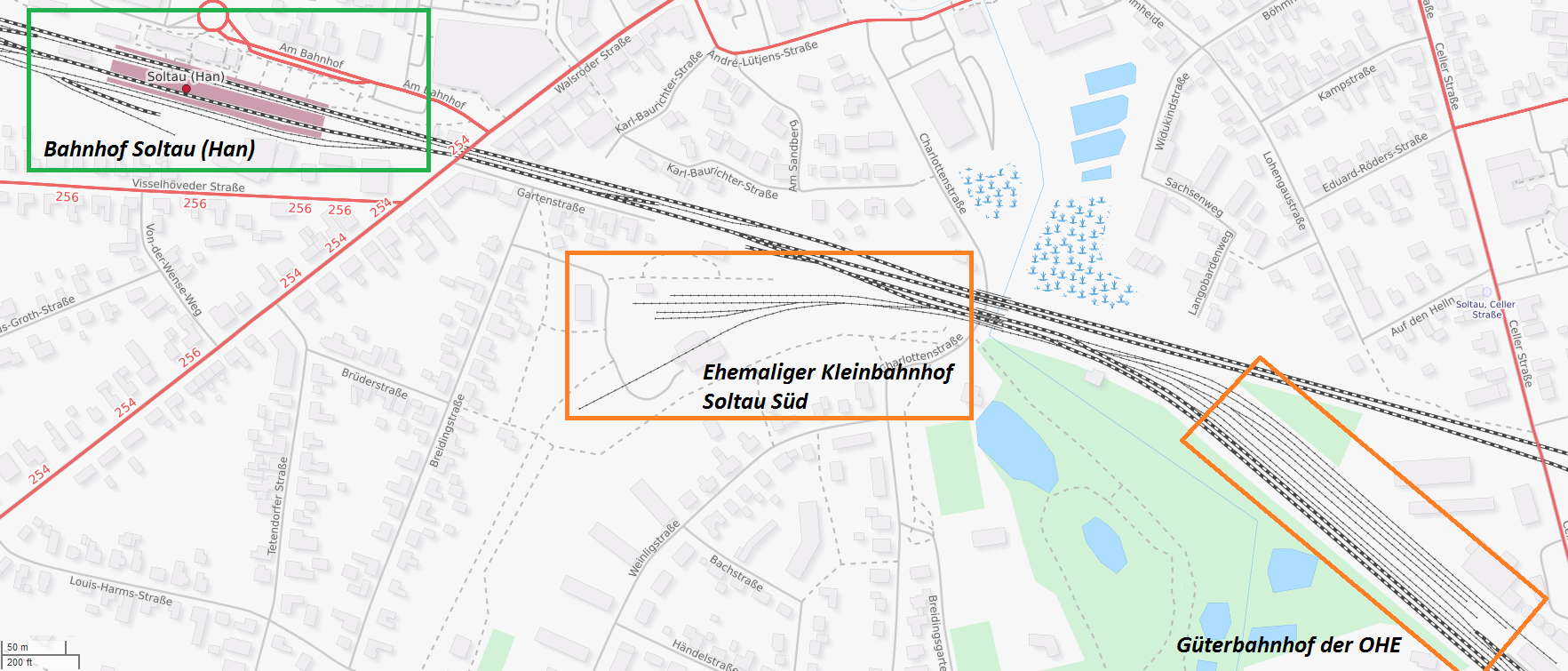
Lageplan der Bahnhöfe Soltau (Han) und Soltau (Han) Süd

Der Güterverkehrsanlagen lagen im Nordwestteil des Bahnhofs. Sie sind nicht mehr in Betrieb. Einige Gebäude sind erhalten geblieben, mittlerweile jedoch ohne Gleisanschluss und nicht mehr im Besitz der Deutschen Bahn. Sie werden gewerblich genutzt. Der Straßenname Am Güterbahnhof erinnert an die frühere Nutzung. Der Bahnhof Soltau (Han) selbst wird in der Regel nicht mehr für den Güterverkehr genutzt, dazu dient der nur wenige hundert Meter entfernt gelegene Güterbahnhof Soltau Süd der OHE, zu dem eine Gleisverbindung besteht. Betroffen ist der Bahnhof daher hauptsächlich von Durchgangsverkehr.

### Busverkehr
Direkt vor dem Bahnhof befindet sich eine Bushaltestelle zur Anbindung an den ÖPNV. Neun Buslinien der Verkehrsgemeinschaft Nordost-Niedersachsen (VNN) verbinden den Bahnhof mit den umliegenden Orten Schneverdingen (Linie 106), Bispingen (150), Neuenkirchen (205), Munster (305) oder Wietzendorf (355) und den Soltauer Ortsteilen. Auch Sonderlinien zum Heide-Park und zum Designer Outlet Soltau werden angeboten.
Zahlreiche Reiseveranstalter fahren ebenfalls den Bahnhof Soltau (Han) als Ziel an. Bis April 2014 war der Bahnhof Halt der täglichen Fernbuslinie Cuxhaven–Berlin der Berlin-Linien-Bus-Gesellschaft.